# Litultovice
Litultovice (německy Leitersdorf, polsky Litultowice) jsou městys v okrese Opava v Moravskoslezském kraji. Žije zde 924 obyvatel. Jeho katastrální území o rozloze 1034,82 hektarů se rozkládá po obou stranách hranice Slezska a moravských enkláv ve Slezsku. Součástí městyse jsou i Choltice.
Ve vzdálenosti dvanáct kilometrů východně leží statutární město Opava, třináct kilometrů jižně město Vítkov, dvacet kilometrů východně město Kravaře a 21 kilometrů severně město Krnov.
Z geomorfologického hlediska leží městys Litultovice v okrsku Heraltická pahorkatina (součást Nízkého Jeseníku), který je tvořen spodnokarbonskými moravickými vrstvami břidlic.

## Historie
První písemná zmínka o obci pochází z roku 1317. K roku 1224  je zaznamenán název (villam) Lutconis (Lutronis) a k roku 1320 podoba názvu Lutoldisdorf. Původní katastr obce nezahrnoval osadu Choltice a byl součástí tzv. Moravských enkláv ve Slezsku. Roku 1887 získaly Litultovice právo výročního trhu a staly se městysem. Roku 1938 byly Litultovice, osídlené převážně česky hovořícím obyvatelstvem, v důsledku Mnichovské dohody obsazeny nacistickým Německem a v rámci Sudetské župy začleněny do opavského vládního obvodu. Osvobozeny byly 6. května 1945. Téhož roku byl katastr obce rozšířen o osadu Choltice, původně patřící k sousedním Jezdkovicím. Po roce 1945 obec přišla o postavení městyse, ale 12. dubna 2007 jí byl tento status navrácen.

## Obyvatelstvo
| Rok            | 1869 | 1880 | 1890 | 1900 | 1910 | 1921 | 1930 | 1950 | 1961 | 1970 | 1980 | 1991 | 2001 | 2011 | 2021 |
| -------------- | ---- | ---- | ---- | ---- | ---- | ---- | ---- | ---- | ---- | ---- | ---- | ---- | ---- | ---- | ---- |
| Počet obyvatel | 798  | 794  | 790  | 696  | 730  | 751  | 789  | 698  | 756  | 613  | 704  | 742  | 761  | 821  | 936  |
| Počet domů     | 124  | 146  | 124  | 119  | 118  | 123  | 131  | 150  | 153  | 153  | 166  | 198  | 210  | 226  | 248  |

## Doprava
Městysem prochází Vesnici prochází silnice I. třídy I/46 a železniční trať Opava východ – Svobodné Heřmanice na které leží železniční zastávka Litultovice.

## Správa městyse
Od 1. ledna 1979 do 31. srpna 1990 k městysi patřily Bratříkovice, Dolní Životice, Hlavnice, Lhotka u Litultovic a Mladecko.

### Symboly městyse
Znak a vlajka byly městysi uděleny rozhodnutím předsedy Poslanecké sněmovny Parlamentu České republiky dne 3. dubna 1996.

## Pamětihodnosti
- Zámek Litultovice
- Kostel svatého Bartoloměje

## Galerie

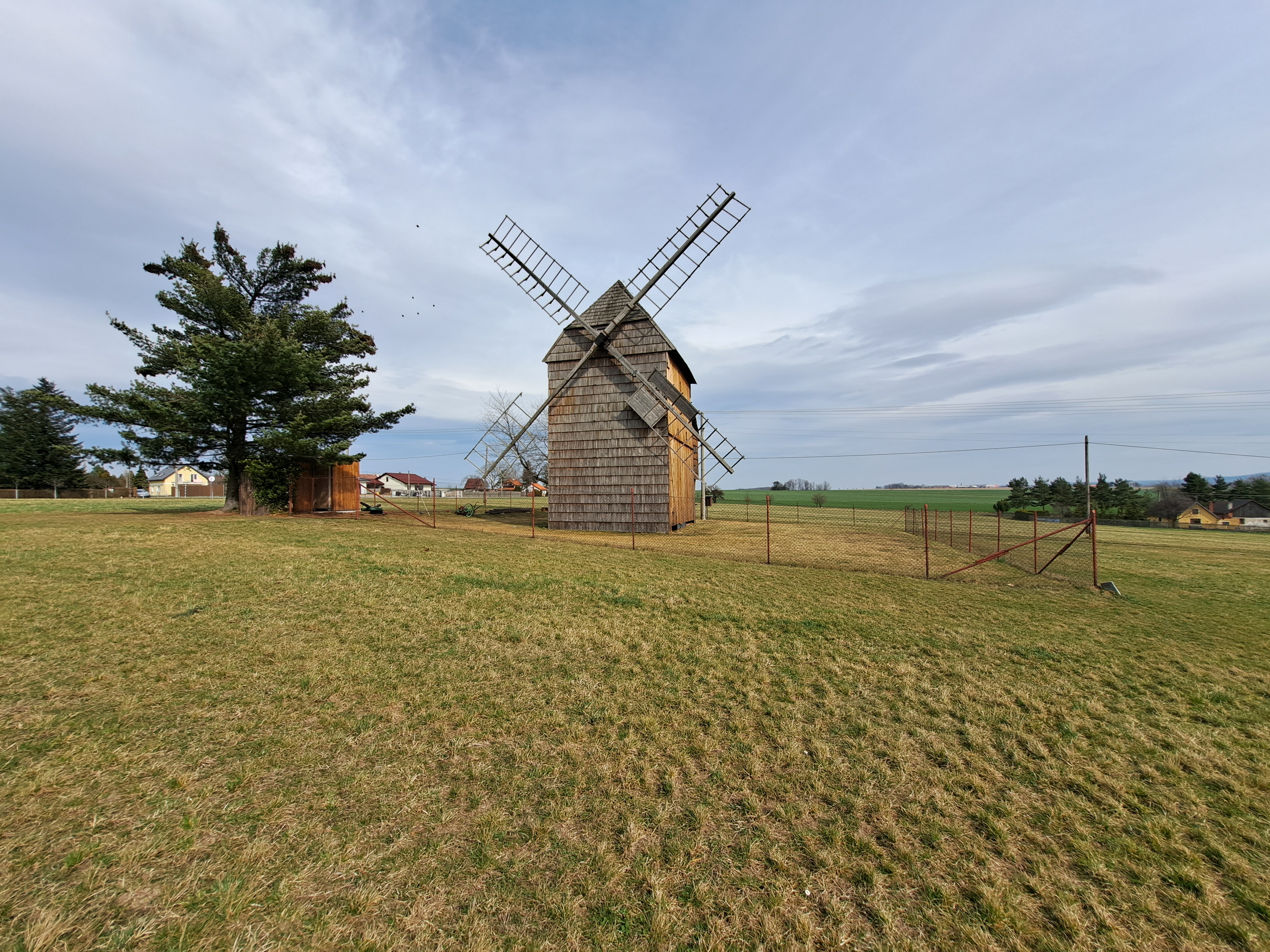
větrný mlýn v Cholticích
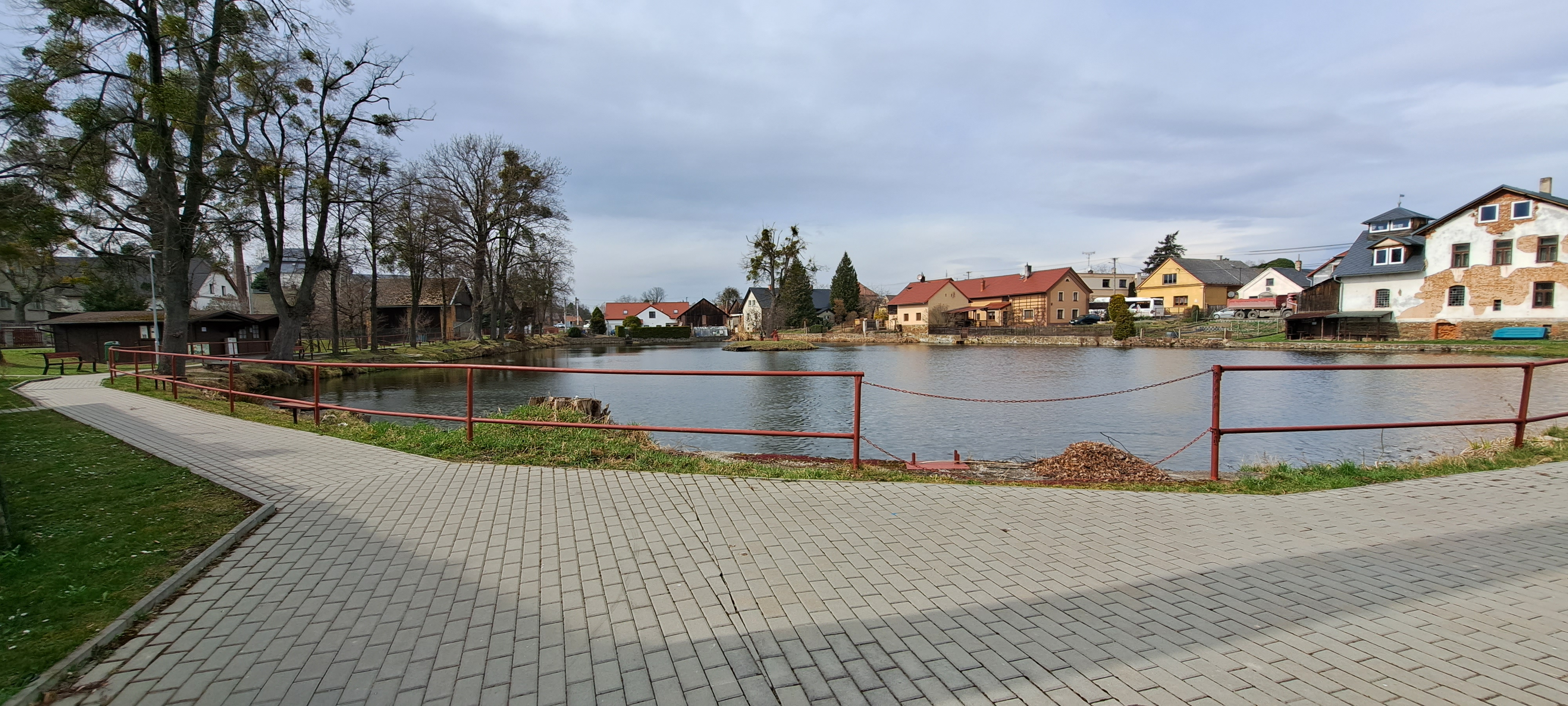
velký rybník
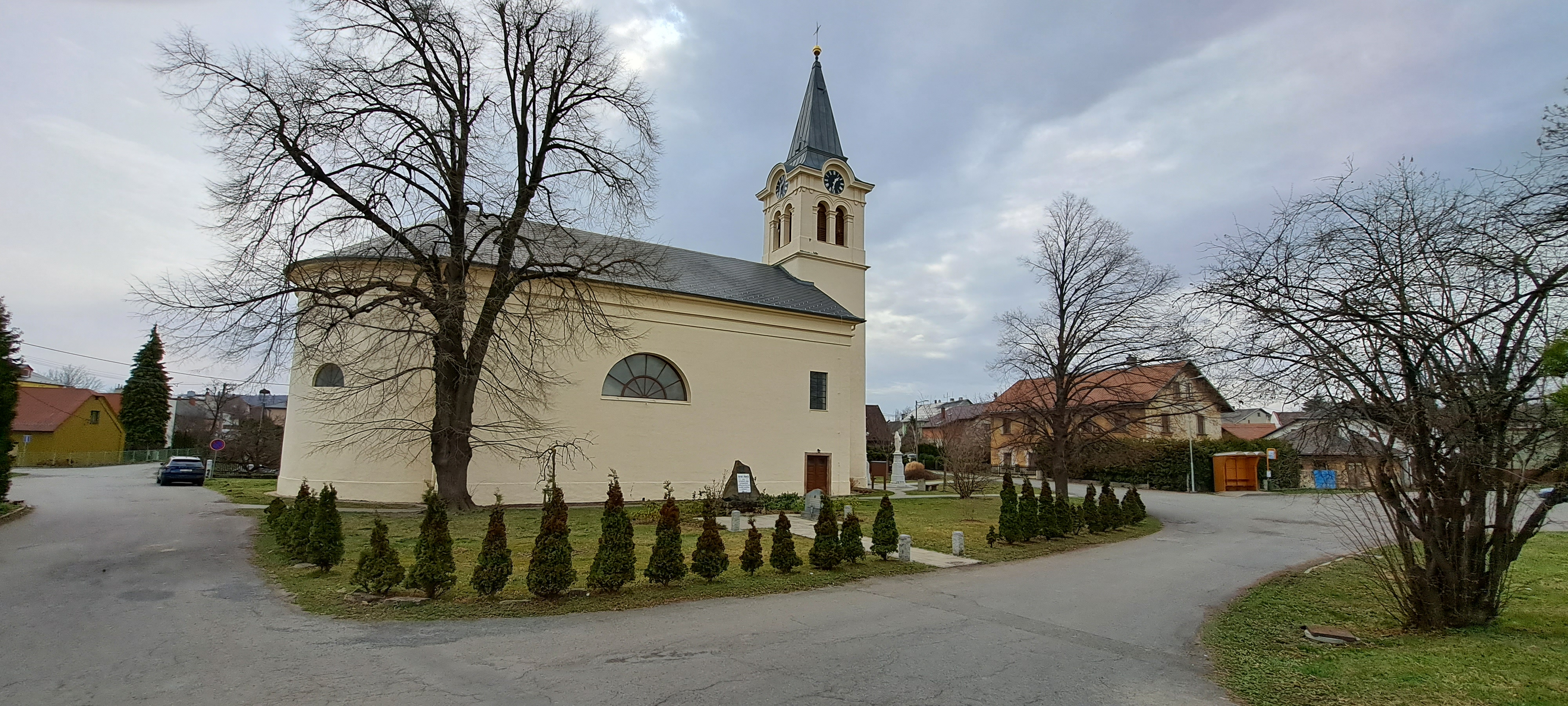
kostel svatého Bartoloměje
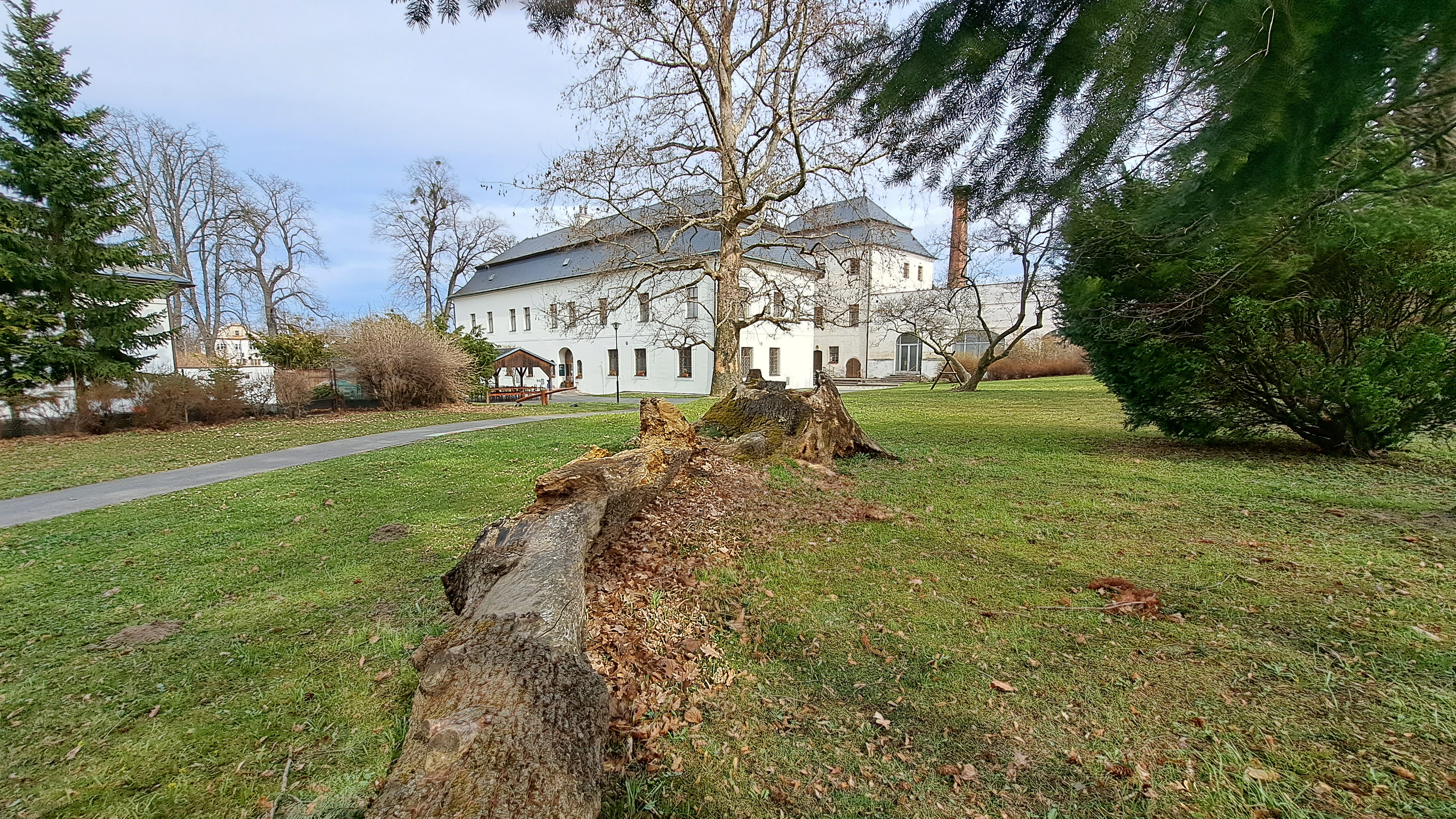
pohled na zámek z parku
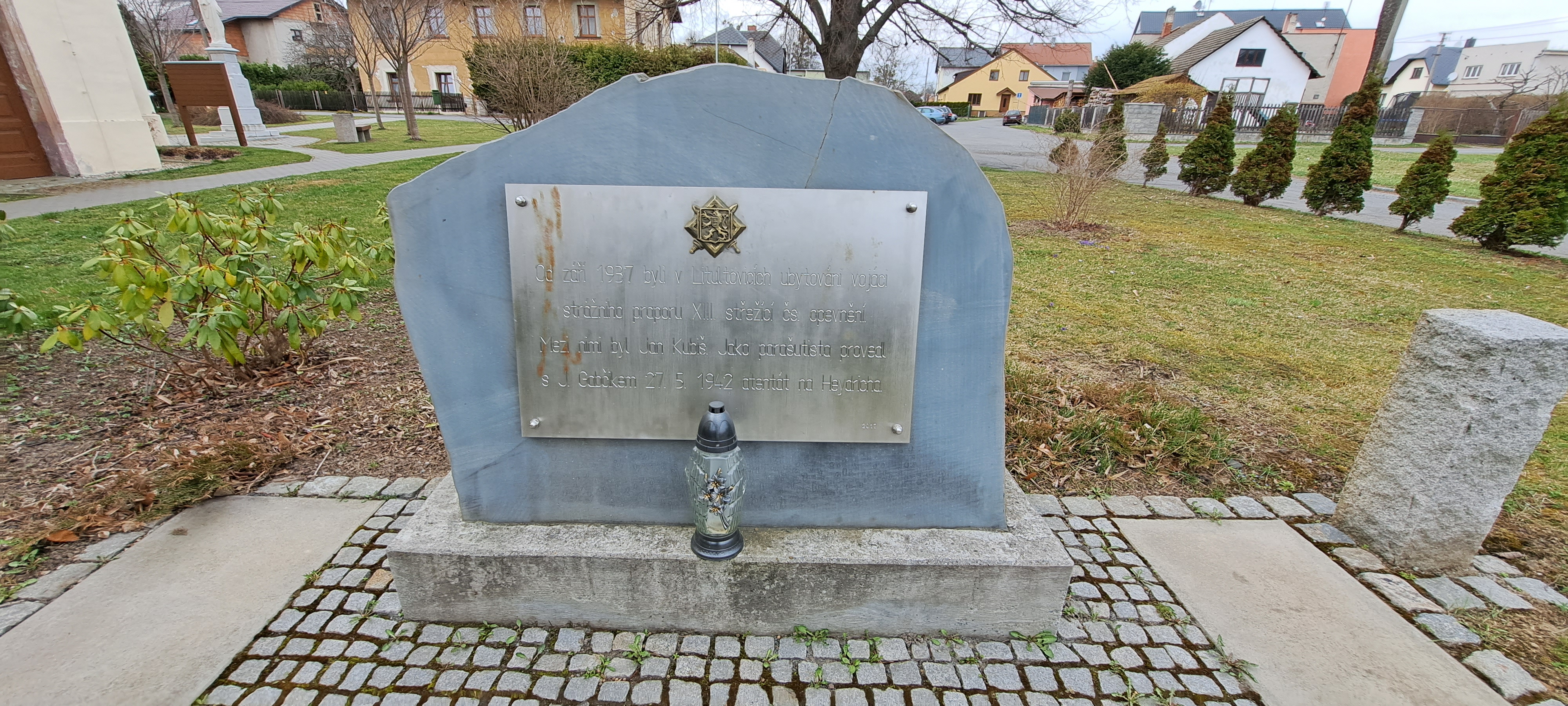
pamětní deska věnována pobytu Jana Kubiše
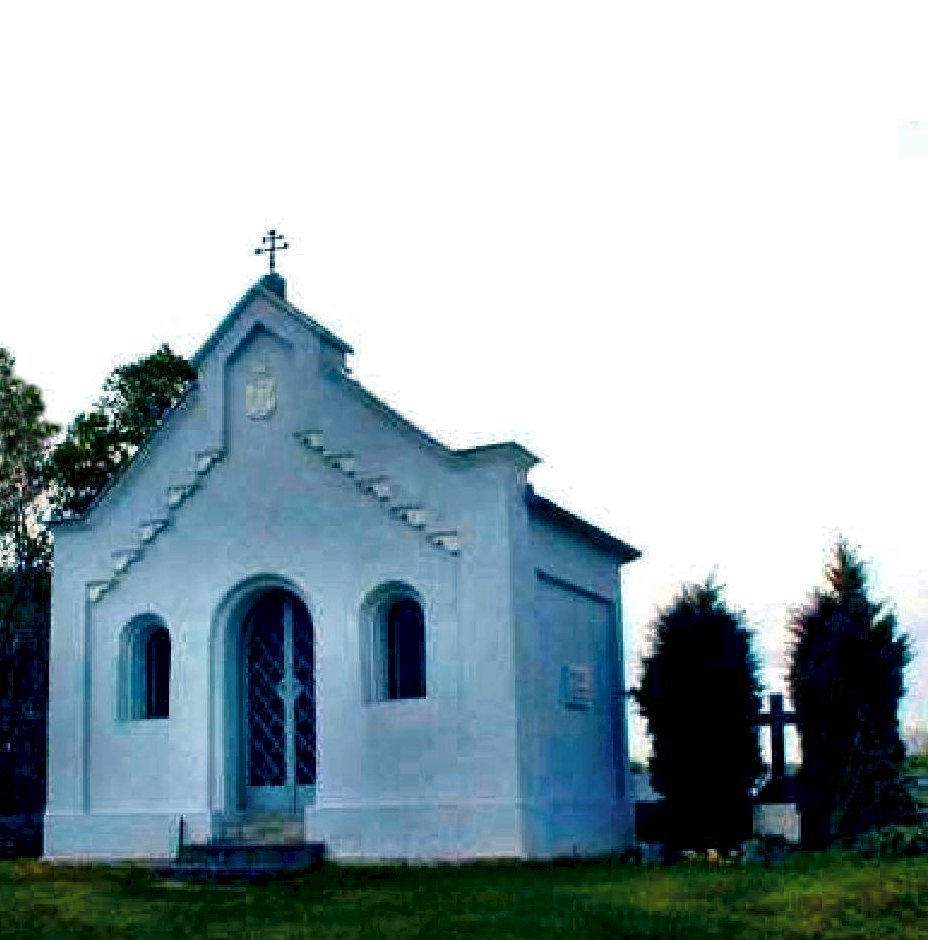
mauzoleum
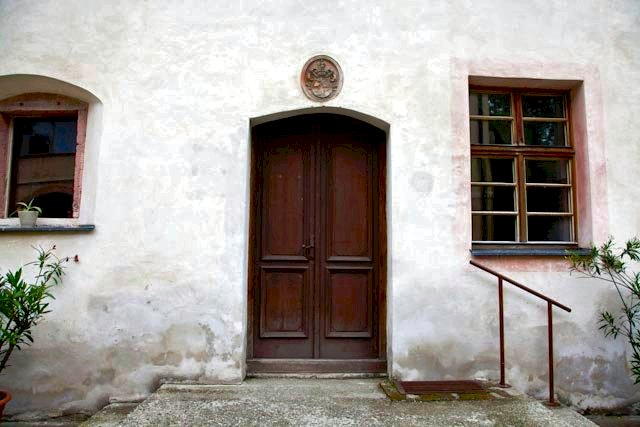
starý zámek s erbem
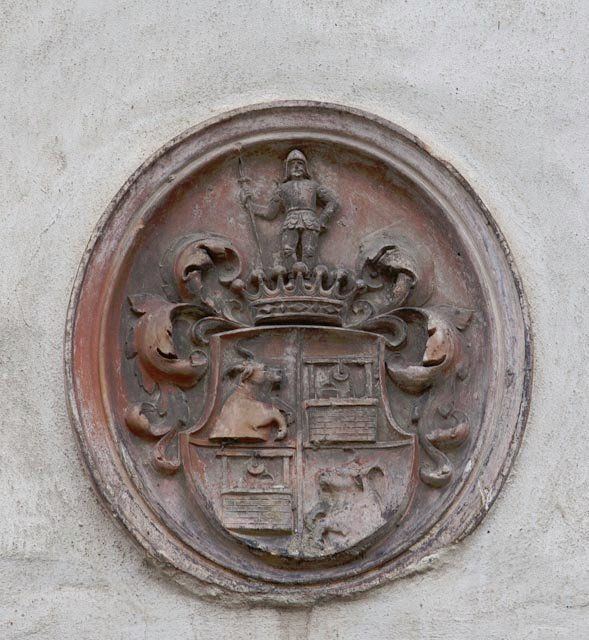
erb Putz z Rolsbergu
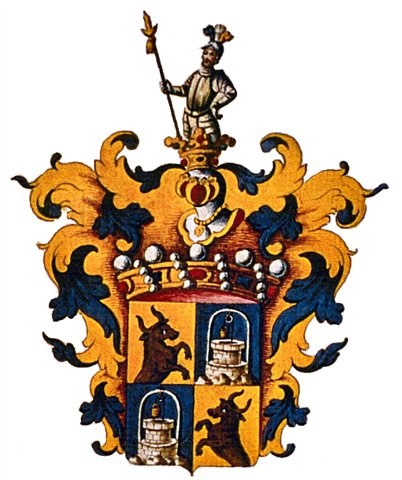
erb Putz z Rolsbergu